# Trichoncus monticola
Trichoncus monticola är en spindelart som beskrevs av Denis 1965. Trichoncus monticola ingår i släktet Trichoncus och familjen täckvävarspindlar.
Artens utbredningsområde är Spanien. Inga underarter finns listade i Catalogue of Life.